# Басай, Иво
Иво Алекси Басай Хатибович (исп. Ivo Alexie Basay Hatibović; род. 13 апреля 1966, Сантьяго) — чилийский футболист и футбольный тренер хорватского происхождения. Известен по выступлениям за клубы «Некакса», «Реймс», «Коло-Коло» и сборную Чили.

## Клубная карьера
В 1984 году Басай начал свою карьеру в клубе «Курико Унидо». В 1985 году он перешёл в «Магальянес», где в своём первом сезоне стал лучшим бомбардиром чилийской Примеры. Сезон 1986/87 Иво провёл в «Эвертоне» Винья-дель-Мар, после чего переехал во Францию, где подписал контракт с «Реймсом». За команду он провёл три сезона, став за это время одним из лидеров клуба и его лучшим бомбардиром.
В 1990 году Басай перешёл в мексиканскую «Некаксу». В 1993 году Иво стал лучшим бомбардиром, забив 19 мячей. В 1995 году он стал чемпионом мексиканской Примеры. В том же году Иво недолго выступал за аргентинский «Бока Хуниорс», после чего вернулся на родину, подписав контракт с «Коло-Коло». С новым клубом Басай выиграл три чемпионата и единожды Кубок Чили. В 1999 году Иво завершил карьеру футболиста и стал тренером.

## Международная карьера
В 1986 году в товарищеском матче против сборной Бразилии Басай дебютировал за сборную Чили. Иво трижды выступал за национальную команду на Кубке Америки в 1987, 1991 и 1995 годах. 19 июня 1987 года в поединке против сборной Перу Басай забил свой первый гол за сборную. В 1997 году Иво принимал активное участие в квалификационных матчах чемпионата мира 1998 года.

### Голы за сборную Чили
| #   | Дата            | Место              | Противник | Счёт | Результат | Соревнование                           |
| --- | --------------- | ------------------ | --------- | ---- | --------- | -------------------------------------- |
| 01. | 19 июня 1987    | Лима, Перу         | Перу      | 1:2  | 1:3       | Товарищеский матч                      |
| 02. | 3 июля 1987     | Кордова, Аргентина | Бразилия  | 0:1  | 0:4       | Кубок Америки 1987                     |
| 03. | 3 июля 1987     | Кордова, Аргентина | Бразилия  | 0:3  | 0:4       | Кубок Америки 1987                     |
| 04. | 13 августа 1989 | Сантьяго, Чили     | Бразилия  | 1:0  | 2:2       | Чемпионата мира 1990 отборочный турнир |
| 05. | 14 июля 1995    | Пайсанду, Уругвай  | Боливия   | 1:0  | 2:2       | Кубок Америки 1995                     |
| 06. | 14 июля 1995    | Пайсанду, Уругвай  | Боливия   | 2:0  | 2:2       | Кубок Америки 1995                     |

## Достижения
Командные
 «Некакса»
- Чемпионат Мексики по футболу — 1994/95
- Обладатель Кубка Мексики — 1994/95

 «Коло-Коло»
- Чемпионат Чили по футболу — 1996
- Чемпионат Чили по футболу — Клаусура 1997
- Чемпионат Чили по футболу — 1998
- Обладатель Кубка Чили — 1996

Международные
 Чили
- Кубок Америки по футболу — 1987
- Кубок Америки по футболу — 1991

Индивидуальные
- Лучший бомбардир чемпионата Чили — 1985
- Лучший бомбардир чемпионата Мексики — 1993